# Schrandele
Das Schrandele ist ein 3392 m ü. A. hoher Berg in den Alpeiner Bergen, einer Untergruppe der Stubaier Alpen im österreichischen Bundesland Tirol. Der Berg hat die Form einer steilen Pyramide, die aus der Umgebung deutlich hervorragt. Das Schrandele sendet nach allen vier Himmelsrichtungen rechtwinklig ausgeprägte Grate aus, die aus der Vogelperspektive eine Kreuzform ergeben. Da der Berg hohe Anforderungen an die Besteigung stellt, gehört er zu den weniger besuchten Gipfeln, im Gegensatz zum leichter erreichbaren, aber höheren Schrankogel mit 3496 Metern Höhe. Die Frage der Erstbesteigung des Schrandele ist nicht eindeutig geklärt. Angeblich soll, laut Literatur, Alois Tanzer bereits Ende der 1860er Jahre im Rahmen der Landesvermessung auf dem Gipfel gewesen sein, gesichert ist dagegen die erste touristische Besteigung am 24. August 1886 durch Ludwig Purtscheller und Josef Reichl aus Steyr.

## Lage und Umgebung
Das Schrandele liegt gut sieben Kilometer Luftlinie ostsüdöstlich von Gries im oberen Sulztal. Der Berg ist von vier Gletschern umgeben, die den Raum zwischen den vier Graten bis zu einer Höhe von etwa 3280 Metern ausfüllen. Im Nordwesten liegt der kleine, spaltenreiche und bis 50° geneigte Südliche Schrankarferner, im Nordosten der Verborgen-Berg-Ferner, im Südosten der Wildgratferner (westlicher Teil des ausgedehnten Alpeiner Ferners) und im Südwesten liegt der Schwarzenbergferner. Benachbarte Berge sind im Verlauf des Nordgrats (tiefster Schartenpunkt 3192 Meter), der Hintere Wilde Turm mit 3294 Metern Höhe, im Verlauf des Südgrats, getrennt durch die Wildgratscharte (3262 m), die 3320 Meter hohe Nördliche Wildgratspitze und in Verlängerung des Westgrats (tiefster Punkt 3225 m), der Schrankarkogel mit einer Höhe von 3332 Metern, in der Verlängerung nach Südsüdwesten hin schließlich der Schrankogel mit 3497 Metern Höhe der zweithöchste Gipfel der Stubaier Alpen.

## Stützpunkte und Routen
Ludwig Purtschellers Weg im Jahr 1886 verlief von Fulpmes aus zum Alpeiner Ferner hinauf und über eine steile, sich nach Osten erstreckende, Schuttrinne auf den Nordgrat. Nach 10½ Stunden erreichte man den Gipfel in schwieriger Kletterei.
Der heutige Normalweg, der leichteste Anstieg auf das Schrandele, führt von Süden her über den Schwarzenbergferner als Eistour, die nur mit entsprechender Ausrüstung und Erfahrung gegangen werden sollte. Als Stützpunkt für diesen Weg dient die Amberger Hütte auf 2135 Metern Höhe im hinteren Sulztal. Von der Hütte aus verläuft die Route zunächst südlich entlang des Baches (In der Sulza) südlich um den Schrankogel herum auf den spaltenreichen Gletscher in etwa 3000 Metern Höhe bis in seine Nordostecke. Dann geht es weiter über die Wildgratscharte und den Südgrat in mäßig schwerer Kletterei im, laut Literatur, UIAA Schwierigkeitsgrad II über Schrofen und brüchiges Gestein zum Gipfel in einer Gehzeit von 4½ Stunden. Heute selten begangen ist der schwierigere Weg der Erstbesteiger. Er führt über den Verborgen-Berg-Ferner zum Schrandele-Südgrat in schwerer Kletterei (UIAA Schwierigkeitsgrad III). Die Gehzeit von der Franz-Senn-Hütte (2147 m) im Oberbergtal beträgt hier etwa 5 Stunden. Eine weitere selten begangene Route führt über den brüchigen Ostgrat.